# Juglon
Juglon (systematickým názvem 5-hydroxy-1,4-naftochinon) je organická sloučenina, derivát 1,4-naftochinonu. Používá se jako hnědé barvivo a vyskytuje se v listech a plodech ořešáků, ze kterých se po opadání vylučuje a má na okolní organismy alelopatické účinky.

## Chemické a fyzikální vlastnosti
Juglon krystalizuje ve formě žlutooranžových krystalů, které se v přítomnosti zásady barví do tmavofialova. Jsou rozpustné v benzenu, alkoholu a etheru a špatně rozpustné ve vodě.

## Výskyt a alelopatické účinky

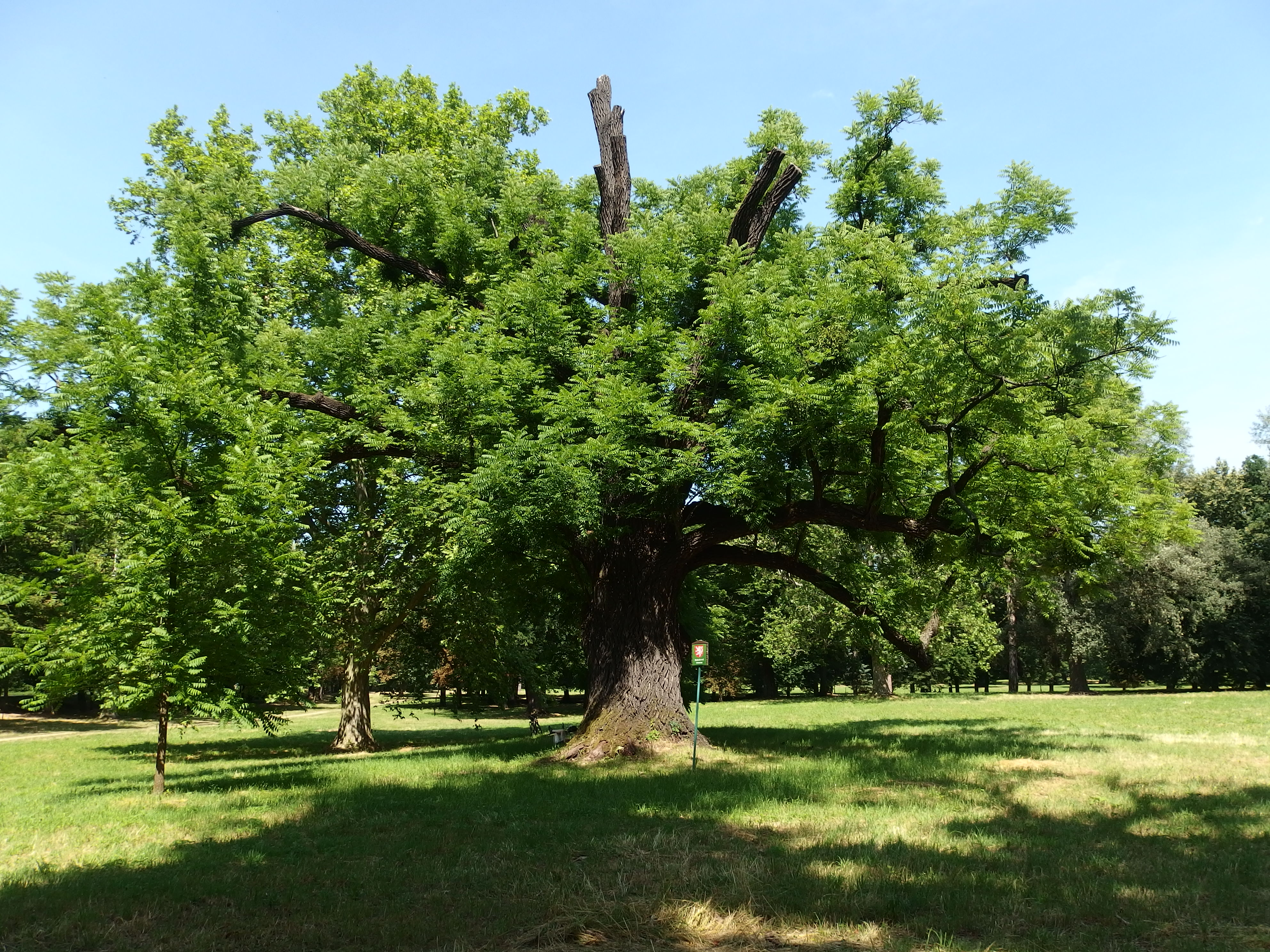
Ořešák ve Kvasici

Juglon se vyskytuje v listech a kůře rostlin z čeledi ořešákovitých (Juglandaceae), v americkém ořechovci pekanovém (Carya illinoensis) a vejčitém (Carya ovata) a v zelených slupkách vlašských ořechů. Jde o účinný herbicid, který po spláchnutí z rostliny (např. z opadaných listů) inhibuje růst některých rostlin v okolí. To může být výhodné pro klíčící semena ořešáku, která díky tomu mají menší konkurenci. Kromě volného juglonu se v těchto rostlinách vyskytuje i jeho glykosid a další deriváty, které na juglon přecházejí po hydrolýze a oxidaci.

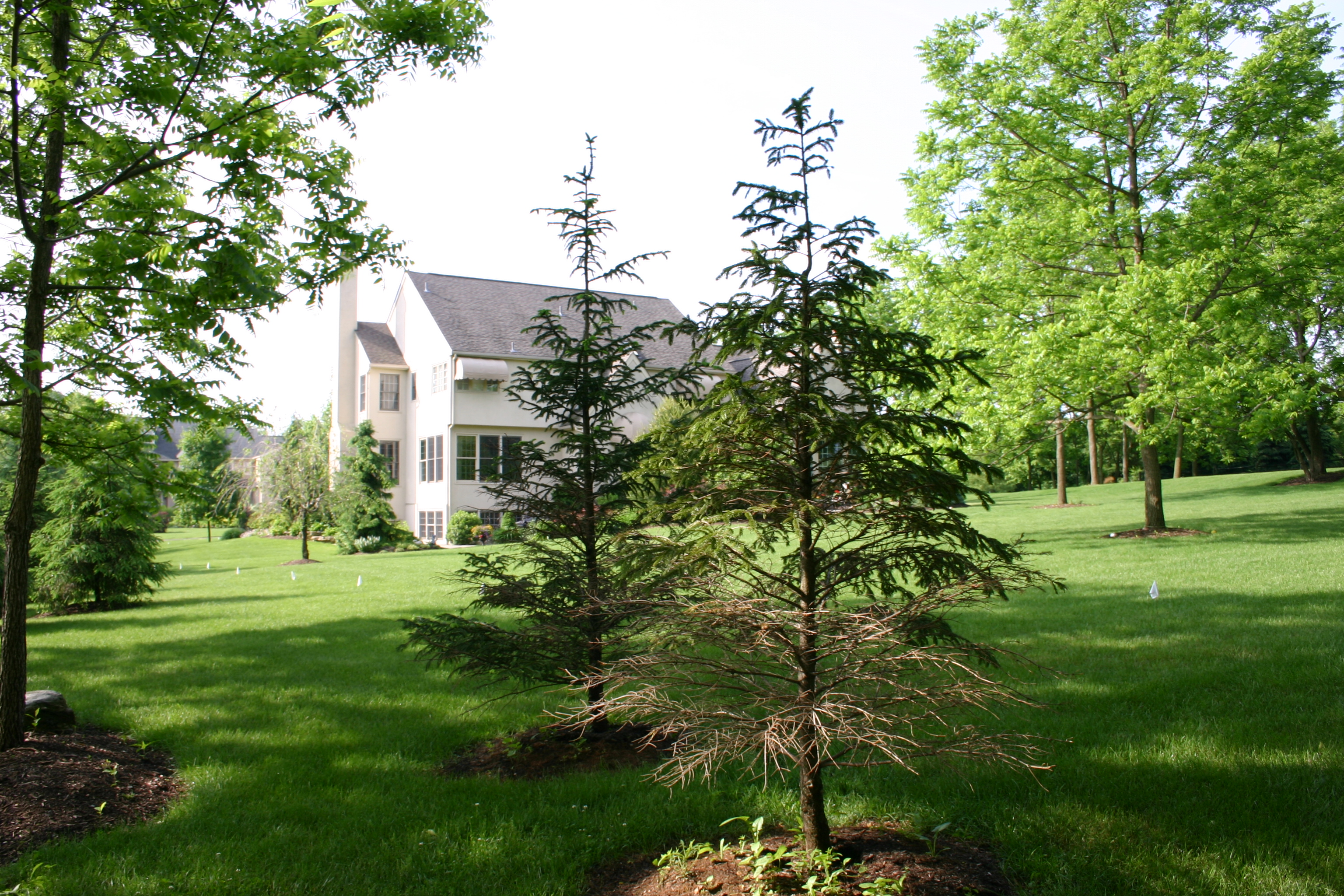
Mladé smrky poškozené juglonem; v levé části fotky lze vidět ořešák černý

Chemické deriváty juglonu byly nalezeny v rostlinách křídlatky, která je v Česku invazivní. Konkrétně jde o 2-methoxy-6-acetyl-7-methyl-juglon, 2-ethoxy-6-acetyl-7-methyl-juglon, 2-methoxy-7-acetonyl-juglon a 3-acetyl-7-methoxy-2-methyl-juglon.

## Využití

### Barvivo
Jako barvivo je juglon znám též pod názvy juglandová kyselina nebo nucin. Využívá se pro barvení tkanin a vlny, kterou barví do růžové, béžové až hnědé barvy. Rovněž se používá jako stabilizátor v nealkoholických nápojích a dále v opalovacích krémech a šamponech. Vyrábí se z něj též inkousty. Při styku s nezralými vlašskými ořechy se vlivem juglonu barví lidská kůže do hněda.
Izomer juglonu s názvem lawson je hlavní barevnou složkou tradičního barviva henna.

### Medicína
Juglon má fungicidní a antibiotické vlastnosti, využívá se k léčení kožních ekzémů, průjmů, zánětů v ústech, krku a v očích.